# 1970-es dél-afrikai általános választás

1970. április 22-én általános választásokat tartottak Dél-Afrikában, a 166 fős Népgyűlés tagjainak megválasztására. A parlament március 2-án feloszlott, a jelöltek benyújtásának határideje március 13. volt.

## Eredmények
| Párt     | Párt                                    | Szavazatok | %      | Mandátumok |
| -------- | --------------------------------------- | ---------- | ------ | ---------- |
|          | Nemzeti Párt (NP)                       | 820 968    | 54,89  | 118        |
|          | Egyesült Párt (VP)                      | 553 280    | 36,94  | 47         |
|          | Helyreállított Nemzeti Párt (HNP)       | 53 735     | 3,59   | 0          |
|          | Progresszív Párt (PP)                   | 51 742     | 3,45   | 1          |
|          | Délnyugat-afrikai Egyesült Párt (SWAVP) | 8 396      | 0,56   | 0          |
|          | Nemzeti Szövetség                       | 2 261      | 0,15   | 0          |
|          | Független Nacionalista Párt             | 1 493      | 0,10   | 0          |
|          | Független Nemzeti Párt                  | 1 114      | 0,07   | 0          |
|          | Demokratikus Nemzeti Párt               | 394        | 0,03   | 0          |
|          | Front Párt                              | 74         | 0,00   | 0          |
|          | Függetlenek                             | 3 129      | 0,21   | 0          |
| Összesen | Összesen                                | 1 497 652  | 100,00 | 166        |

## Fordítás
Ez a szócikk részben vagy egészben  a(z)   1970 South African general election című angol Wikipédia-szócikk ezen változatának fordításán alapul.  Az eredeti cikk szerkesztőit annak laptörténete sorolja fel. Ez a jelzés csupán a megfogalmazás eredetét és a szerzői jogokat jelzi, nem szolgál a cikkben szereplő információk forrásmegjelöléseként.